# Lhünzhub
Lhünzhub (chữ Tạng: ལྷུན་གྲུབ་རྫོང་; Wylie: lhun grub rdzong; tiếng Trung: 林周县; bính âm: Línzhōu Xiàn, Hán Việt: Lâm Chu huyện) là một huyện của địa cấp thị Lhasa, khu tự trị Tây Tạng, Trung Quốc. Năm 2000, dân số của huyện là 50.895 người.

## Địa lý
Lhünzhub nằm ở miền trung Tây Tạng và thuộc thung lũng Peng Po, cách 65 km về phía đông bắc nội thành Lhasa. Huyện có diện tích 4512 km² vào năm 2003. Lhünzhub được thành lập vào năm 1857. Huyện được tổ chức lại vào năm 1959. Dãy núi Nyainqentanglha chạy theo lãnh thổ của huyện cũng như miền trung Tây Tạng với chiều dài 600 km từ tây sang đông.
Lhünzhub có một khí hậu mát và khô với nhiệt độ trung bình năm dao động giữa 2,9C và 5,8C. Con sông chính trong huyện là sông Lhasa chảy qua thung lũng với độ cao trung bình là 3860 mét.

### Trấn
- Cam Đơn Khúc Quả (甘丹曲果镇)

### Hương
| - Xuân Đôi (春堆乡) - Tùng Bàn (松盘乡) - Cường Dát (强嘎乡) - Khải Tư (卡孜乡) - Biên Giao Lâm (边交林乡) | - Giang Nhiệt Hạ (江热夏乡) - A Lãng (阿朗乡) - Đường Cổ (唐古乡) - Bàng Đa (旁多乡) |

## Kinh tế
Lhünzhub là một huyện nông nghiệp, diện tích đất trồng trọt của huyện chiếm một phần ba của toàn Lhasa. Nơi đây có hầu hết các loài gia súc của vùng cao nguyên như bò Tây Tạng, cừu, dê và ngựa. Năm 2004 tổng thu nhập GDP của huyện là 350 triệu NDT, bình quân đầu người đạt 2649 NDT mỗi nông dân. Năm 2007, kinh tế huyện tăng trưởng 17%, và GDP đạt 562 triệu NDT. Các loại ngũ cốc chính là lúa mạch cao nguyên, lúa mì vụ đông, lúa mì vụ xuân, cải dầu và rau. Các tài nguyên khoáng sản chính là chì, thiếc, barit, than đá, thạch cao. Có hai nhà máy thủy điện tại huyện Lhünzhub và một hồ nhân tạo ở phía nam. Ngành công nghiệp gốm đã có lịch sử lâu dài và tạo việc làm cho nhiều lao động.